# Вогняна куля
«Вогняна куля» (англ. Ball of Fire) — комедія режисера Говарда Гоукса, яка вийшла у 1941 році.

## Сюжет
Група професорів, всі парубки, окрім вдівця, вже кілька років живуть разом у квартирі в Нью-Йорку, складаючи енциклопедію всіх людських знань. Наймолодший, професор Бертрам Поттс, філолог, який досліджує сучасний американський сленг.

## У ролях
- Гері Купер — Бертрам Поттс
- Барбара Стенвік — Кетрін О'Ше
- Оскар Гомолка — професор Гуркакофф
- Генрі Треверс — професор Джером
- Туллі Маршалл — професор Робінсон